# アエルフェール サジッタリオ2

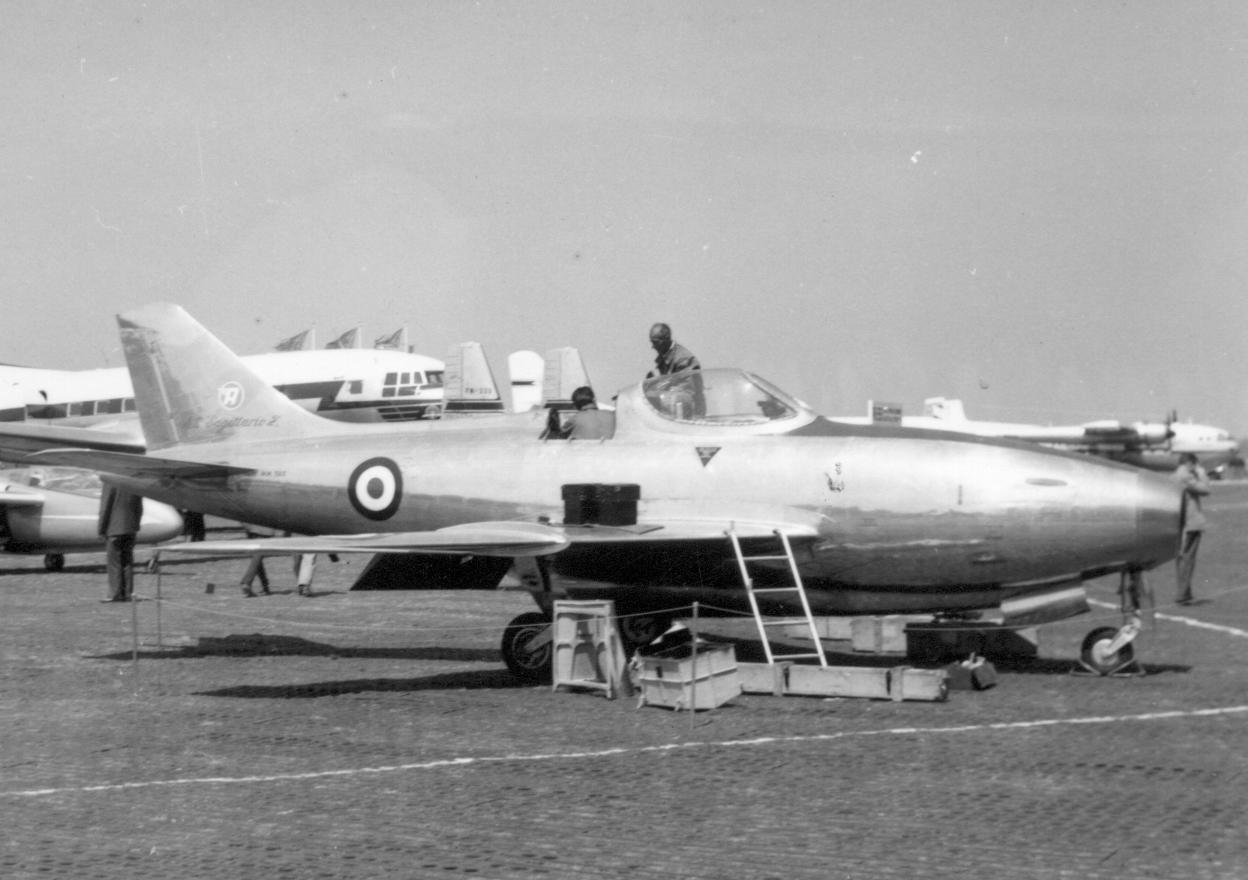
1957年のパリ航空ショーでのアエルフェール サジッタリオ2

アエルフェール サジッタリオ2（Aerfer Sagittario 2、イタリア語で射手の意）は1950年代のイタリアの軽戦闘機のプロトタイプである。1956年5月19日に初飛行した。迎撃機または支援戦闘機として計画された。1956年12月4日、Giovanni Franchiniの操縦でイタリア製の航空機として初めて13,725 mから緩降下で音速を突破した。
ピストンエンジンの練習機のサジッタリオから発展させられた。ジェットエンジンを機首に搭載し胴体下部に排気孔が設けられ、主翼と尾翼には大きい後退角がつけられた。コクピットの位置をサジッタリオに比べて前方に移動し、バブルキャノピーに変更した。トライサイクル式の脚の前脚はエンジンの下に引き込まれた。
1956年5月19日、1号機はプラティカディマーレの空港で Costantino Petroselliniの操縦で初飛行した。12月4日にGiovanni Franchiniの操縦で降下して音速を超えた最初のイタリア製の航空機となった。
2機の試作機の生産に止まり、開発は後継機のアリエテに引き継がれた。ヴィーニャ・ディ・ヴァッレ空軍歴史博物館に展示されている。

## 要目
| Aerfer Sagittario 2 |                                         |
| 項目                | データ                                  |
| 乗員                | 1名                                     |
| 全長                | 9.50 m                                  |
| 全幅                | 7.50 m                                  |
| 翼面積              | 14.5 m2                                 |
| 全高                | 3.17 m                                  |
| エンジン            | Rolls-Royce Derwent IX（16.2 kN）       |
| 最高速度            | 1050 km/h                               |
| 航続距離            | 780 km                                  |
| 自重                | 2 300 kg                                |
| 全備重量            | 3 535 kg                                |
| 武装                | 2 × Hispano-Suiza 30 2 × 227 kg爆弾など |